# Baskenland-Rundfahrt 2021
Die Baskenland-Rundfahrt 2021 war die 60. Austragung des spanischen Etappenrennens. Das Radrennen fand vom 5. bis zum 10. April im Rahmen von sechs Etappen statt und war Teil der UCI WorldTour 2021.
Gesamtsieger wurde Primož Roglič vor seinen Teamkollegen Jonas Vingegaard und Tadej Pogačar. Primož Roglič gewann die Bergwertung und die Punktewertung. Die Nachwuchswertung ging an Jonas Vingegaard. Die Teamwertung sicherte sich Jumbo-Visma.

## Streckenführung
Insgesamt legten die Fahrer in den sechs Etappen 797,7 Kilometer zurück. Es standen fünf hüglige Etappen mit zwei Bergankünften sowie ein Einzelzeitfahren im Programm. Die Strecke führt von der baskischen Hauptstadt Bilbao durch das Kantabrische Gebirge und endete auf dem Arrate, einem Berg nahe Eibar. Der höchste Punkt der Rundfahrt war die Bergwertung La Tejera auf 746 m Seehöhe.
| Etappe         | Datum             | Strecke                       | Typ                 | km    |
| -------------- | ----------------- | ----------------------------- | ------------------- | ----- |
| 1              | Mo, 5. April 2021 | Bilbao – Bilbao               | Einzelzeitfahren    | 13,9  |
| 2              | Di, 6. März 2021  | Zalla – Sestao                | Mittelgebirgsetappe | 154,8 |
| 3              | Mi, 7. März 2021  | Amurrio – Ermualde (Laudio)   | Mittelgebirgsetappe | 167,7 |
| 4              | Do, 8. März 2021  | Vitoria-Gasteiz – Hondarribia | Mittelgebirgsetappe | 189,2 |
| 5              | Fr, 9. März 2021  | Hondarribia – Ondarroa        | Mittelgebirgsetappe | 160,2 |
| 6              | Sa, 10. März 2021 | Ondarroa – Arrate (Eibar)     | Mittelgebirgsetappe | 111,9 |
| Gesamtdistanz: | Gesamtdistanz:    | Gesamtdistanz:                | Gesamtdistanz:      | 797,7 |

## Reglement
Im Rahmen der 61. Auflage wurden Trikots für die Gesamtwertung (gelb), Punktewertung (grün), Bergwertung (rot mit weißen Punkten) und Nachwuchswertung (blau) vergeben. Zusätzlich gab es ein weißes Trikot für den besten baskischen Fahrer in der Gesamtwertung, das jedoch nicht während des Rennens getragen wurde, und eine Teamwertung.
Für die Teamwertung wurden die Zeiten der drei besten Fahrer pro Etappe zusammengezählt. Während den Etappen gab es die Möglichkeit, Zeitbonifikationen zu gewinnen, um sich in der Gesamtwertung zu verbessern. Die Vergabe der Sekunden sowie der Punkte für die Punkte- und Bergwertung wird in der folgenden Tabelle erklärt.
|                 |                | 1. | 2. | 3. | 4. | 5. | 6. | 7. | 8. | 9. | 10. | 11. | 12. | 13. | 14. | 15. | Platz    |
| Punktewertung   | Zielankunft    | 25 | 20 | 16 | 14 | 12 | 10 | 9  | 8  | 7  | 6   | 5   | 4   | 3   | 2   | 1   | Punkte   |
| Punktewertung   | Zwischensprint | 10 | 6  | 4  |    |    |    |    |    |    |     |     |     |     |     |     | Punkte   |
| Bergwertung     | 1. Kategorie   | 10 | 8  | 6  | 4  | 2  | 1  |    |    |    |     |     |     |     |     |     | Punkte   |
| Bergwertung     | 2. Kategorie   | 6  | 4  | 2  | 1  |    |    |    |    |    |     |     |     |     |     |     | Punkte   |
| Bergwertung     | 3. Kategorie   | 3  | 2  | 1  |    |    |    |    |    |    |     |     |     |     |     |     | Punkte   |
| Bonussekununden | Zielankunft    | 10 | 6  | 4  |    |    |    |    |    |    |     |     |     |     |     |     | Sekunden |
| Bonussekununden | Zwischensprint | 3  | 2  | 1  |    |    |    |    |    |    |     |     |     |     |     |     | Sekunden |

## Teilnehmende Mannschaften und Fahrer
Neben den 19 UCI WorldTeams standen 5 UCI ProTeams am Start. Für jedes Team starteten, mit Ausnahme von Qhubeka Assos und Kern Pharma, je sieben Fahrer. Von den 165 Fahrern erreichten 103 Fahrer das Ziel.
Mit Tadej Pogačar (UAE Team Emirates) und Primož Roglič (Team Jumbo-Visma) trafen der Erste und Zweite der vergangenen Tour de France aufeinander. Die beiden Slowenen galten als Favoriten auf den Gesamtsieg. Tadej Pogačar hatte mit der UAE Tour und Tirreno–Adriatico bereits zwei Rundfahrten des UCI-WorldTour-Kalenders 2021 gewonnen. Primož Roglič hatte Paris-Nizza souverän angeführt, ehe er den Gesamtsieg am letzten Tag aufgrund eines Sturzes verloren hatte.
Zu den größten Herausforderern zählten Adam Yates (Ineos Grenadiers), der zwei Wochen zuvor die Katalonien-Rundfahrt gewonnen hatte. Mit seinen Teamkollegen Richard Carapaz und Tao Geoghegan Hart sowie Mikel Landa (Bahrain-Victorious), Esteban Chaves (Team BikeExchange), Alejandro Valverde, Enric Mas (Movistar Team), Hugh Carthy, Sergio Higuita (beide EF Education-Nippo), Bauke Mollema (Trek-Segafredo), Michael Woods (Israel Start-Up Nation), Ion Izagirre, Jakob Fuglsang (beide Astana-Premier Tech), Wilco Kelderman und Emanuel Buchmann (beide Bora-Hansgrohe) standen weitere starke Gesamtklassementfahrer am Start.
Aufgrund der hügligen Etappen starteten keine Top-Sprinter. Dion Smith (Team BikeExchange), Alex Aranburu (Astana-Premier Tech), Magnus Cort Nielsen (EF Education-Nippo), Jon Aberasturi (Caja Rural-Seguros RGA) und Diego Ulissi (UAE Team Emirates), der nach überwundenen Herzrhythmusstörungen sein erstes Rennen bestritt, zählten zu den endschnellsten Fahrern.
| UCI WorldTeams | UCI WorldTeams        | UCI WorldTeams | UCI WorldTeams                    | UCI WorldTeams | UCI WorldTeams    | UCI ProTeams | UCI ProTeams           |
| -------------- | --------------------- | -------------- | --------------------------------- | -------------- | ----------------- | ------------ | ---------------------- |
| ACT            | AG2R Citroën Team     | GFC            | Groupama-FDJ                      | DSM            | Team DSM          | CJR          | Caja Rural-Seguros RGA |
| APT            | Astana-Premier Tech   | IGD            | Ineos Grenadiers                  | TJV            | Jumbo-Visma       | BBH          | Burgos-BH              |
| TBV            | Bahrain-Victorious    | TCS            | Intermaché-Wanty-Gobert Matériaux | TQA            | Qhubeka Assos     | TDE          | Total Direct Énergie   |
| BOH            | Bora-hansgrohe        | ISN            | Israel Start-Up Nation            | TFS            | Trek-Segafredo    | EKP          | Equipo Kern Pharma     |
| COF            | Cofidis               | LTS            | Lotto Soudal                      | UAD            | UAE Team Emirates | EUS          | Euskaltel-Euskadi      |
| DQT            | Deceuninck-Quick-Step | MOV            | Movistar Team                     |                |                   |              |                        |
| EFN            | EF Education-Nippo    | BEX            | Team BikeExchange                 |                |                   |              |                        |

## Rennverlauf und Ergebnisse
Das Zeitfahren der ersten Etappe gewann Primož Roglič (Jumbo-Visma) zwei Sekunden vor Brandon McNulty (UAE Team Emirates). Tadej Pogačar (UAE Team Emirates) und Adam Yates (Ineos Grenadiers) verloren je 28 Sekunden. Die zweite Etappe entschied Alex Aranburu (Astana-Premier Tech) für sich, nachdem er auf der letzten Abfahrt angegriffen hatte. Primož Roglič verteidigte das Führungstrikot.
Die Bergankunft der dritten Etappe gewann Tadej Pogačar vor seinem Landsmann Primož Roglič, dessen Vorsprung in der Gesamtwertung nun 20 Sekunden betrug. Tadej Pogačar verdrängte seinen Teamkollegen Brandon McNulty auf Position drei (+ 30 Sekunden).
Auf der vierten Etappe lösten sich Brandon McNulty, Ion Izagirre (Astana-Premier Tech), Pello Bilbao (Bahrain-Victorious), Jonas Vingegaard (Jumbo-Visma), Emanuel Buchmann (Bora-Hansgrohe) und Esteban Chaves (Team BikeExchange) auf der letzten Abfahrt von der Favoritengruppe. Ion Izagirre gewann die Etappe und Brandon McNulty übernahm die Gesamtführung mit 23 Sekunden Vorsprung auf Primož Roglič, der das Ziel auf dem 14. Platz im Hauptfeld erreichte. Die fünfte Etappe gewann Mikkel Frølich Honoré (Deceuninck-Quick-Step) vor seinem Teamkollegen Josef Černý, nachdem sie die restlichen Fahrer der Fluchtgruppe, die sich kurz nach dem Start der Etappe gebildet hatte, abhängten.
Auf der sechsten und letzten Etappe zerfiel das Hauptfeld bereits 60 Kilometer vor dem Ziel durch eine Tempoverschärfung der Astana-Premier Tech-Fahrer auf der Abfahrt des Elosua-Gorla. Während sich Primož Roglič in der ersten Gruppe befand, wurden Tadej Pogačar und Brandon McNulty abgehängt. Primož Roglič erhöhte das Tempo auf dem Anstieg des Krabelin 44 Kilometer vor dem Ziel und nur David Gaudu (Groupama-FDJ) und Hugh Carthy (EF Education-Nippo) konnten ihm folgen. Dahinter formierte sich eine Verfolgergruppe, in der Tadej Pogačar, Adam Yates, Mikel Landa (Bahrain-Victorious), Alejandro Valverde (Movistar), Mauri Vansevenant (Deceuninck-Quick-Step) und Jonas Vingegaard vertreten waren. Brandon McNulty konnte den Verfolgern am Krabelin nicht folgen und fiel zurück. Die Verfolgergruppe schaffte es nicht, zur Spitze aufzuschließen, und so gewann David Gaudu die Etappe vor Primož Roglič, der die Gesamtwertung für sich entschied. Die Verfolger kamen mit einem Rückstand von 35 Sekunden ins Ziel.
Etappe 1: Bilbao – Bilbao (13,9 km)
Die erste Etappe wurde als Zeitfahren mit dem Start und Ziel in Bilbao ausgetragen. Die Strecke begann mit einem zweieinhalb Kilometer langen Anstieg zu einer Bergwertung der 3. Kategorie. Die Straße stieg mit bis zu 11 % an. Das Ziel befand sich am Ende einer kurzen, steilen Rampe (max. 19 %) im Parque Etxebarria.
| Platz | Fahrer                | Nation | Team                   | Zeit                   |
| ----- | --------------------- | ------ | ---------------------- | ---------------------- |
| 01.   | Primož Roglič         | SLO    | Jumbo-Visma            | 0:17:17 h (48,22 km/h) |
| 02.   | Brandon McNulty       | USA    | UAE Team Emirates      | + 0:02 min             |
| 03.   | Jonas Vingegaard      | DEN    | Jumbo-Visma            | + 0:18 min             |
| 04.   | Tobias Foss           | NOR    | Jumbo-Visma            | + 0:24 min             |
| 05.   | Tadej Pogačar         | SLO    | UAE Team Emirates      | + 0:28 min             |
| 06.   | Adam Yates            | GBR    | Ineos Grenadiers       | "                      |
| 07.   | Patrick Bevin         | NZL    | Israel Start-Up Nation | "                      |
| 08.   | Ide Schelling         | NED    | Bora-Hansgrohe         | + 0:29 min             |
| 09.   | Alex Aranburu         | ESP    | Astana-Premier Tech    | + 0:30 min             |
| 10.   | Maximilian Schachmann | GER    | Bora-Hansgrohe         | + 0:31 min             |

| Platz | Fahrer                | Nation | Team                   | Zeit       |
| ----- | --------------------- | ------ | ---------------------- | ---------- |
| 01.   | Primož Roglič         | SLO    | Jumbo-Visma            | 0:17:17 h  |
| 02.   | Brandon McNulty       | USA    | UAE Team Emirates      | + 0:02 min |
| 03.   | Jonas Vingegaard      | DEN    | Jumbo-Visma            | + 0:18 min |
| 04.   | Tobias Foss           | NOR    | Jumbo-Visma            | + 0:24 min |
| 05.   | Tadej Pogačar         | SLO    | UAE Team Emirates      | + 0:28 min |
| 06.   | Adam Yates            | GBR    | Ineos Grenadiers       | "          |
| 07.   | Patrick Bevin         | NZL    | Israel Start-Up Nation | "          |
| 08.   | Ide Schelling         | NED    | Bora-Hansgrohe         | + 0:29 min |
| 09.   | Alex Aranburu         | ESP    | Astana-Premier Tech    | + 0:30 min |
| 10.   | Maximilian Schachmann | GER    | Bora-Hansgrohe         | + 0:31 min |

Etappe 2: Zalla – Sestao (154,8 km)
Die zweite Etappe startete in Zalla und endete in Sestao. Die Strecke führte in mehreren Schlaufen über zwei Bergwertungen der 3. Kategorie und eine der 2. Kategorie (14,3 km vor dem Ziel). Die Ziellinie befand sich am Ende einer kurzen Steigung. Auf der zweiten Etappe wurden zwei Zwischensprintwertungen ausgefahren.
| Platz | Fahrer                | Nation | Team                   | Zeit                   |
| ----- | --------------------- | ------ | ---------------------- | ---------------------- |
| 01.   | Alex Aranburu         | ESP    | Astana-Premier Tech    | 3:45:32 h (41,18 km/h) |
| 02.   | Omar Fraile           | ESP    | Astana-Premier Tech    | + 0:15 min             |
| 03.   | Tadej Pogačar         | SLO    | UAE Team Emirates      | "                      |
| 04.   | David Gaudu           | FRA    | Groupama-FDJ           | "                      |
| 05.   | Michael Woods         | CAN    | Israel Start-Up Nation | "                      |
| 06.   | Primož Roglič         | SLO    | Jumbo-Visma            | "                      |
| 07.   | Maximilian Schachmann | GER    | Bora-Hansgrohe         | "                      |
| 08.   | Mikel Landa           | ESP    | Bahrain Victorious     | "                      |
| 09.   | Sergio Higuita        | COL    | EF Education-Nippo     | "                      |
| 10.   | Alejandro Valverde    | ESP    | Movistar Team          | "                      |

| Platz | Fahrer                | Nation | Team                | Zeit       |
| ----- | --------------------- | ------ | ------------------- | ---------- |
| 01.   | Primož Roglič         | SLO    | Jumbo-Visma         | 4:03:04 h  |
| 02.   | Alex Aranburu         | ESP    | Astana-Premier Tech | + 0:05 min |
| 03.   | Brandon McNulty       | USA    | UAE Team Emirates   | + 0:06 min |
| 04.   | Tadej Pogačar         | SLO    | UAE Team Emirates   | + 0:24 min |
| 05.   | Adam Yates            | GBR    | Ineos Grenadiers    | + 0:28 min |
| 06.   | Maximilian Schachmann | GER    | Bora-Hansgrohe      | + 0:31 min |
| 07.   | Jonas Vingegaard      | DEN    | Jumbo-Visma         | + 0:32 min |
| 08.   | Omar Fraile           | ESP    | Astana-Premier Tech | + 0:34 min |
| 09.   | Wilco Kelderman       | NED    | Bora-Hansgrohe      | + 0:40 min |
| 10.   | Pello Bilbao          | ESP    | Bahrain Victorious  | + 0:42 min |

Etappe 3: Amurrio – Ermualde (Laudio) (167,7 km)
Die dritte Etappe startete in Amurrio und endete mit einer Bergankunft in Ermualde, einem Anstieg der 1. Kategorie auf einer Höhe von 481 Metern. Im Rahmen der Etappe wurden zusätzlich zwei Bergwertungen der 3. und einer der 2 Kategorie sowie zwei Zwischensprintwertungen ausgetragen.
| Platz | Fahrer             | Nation | Team                  | Zeit                  |
| ----- | ------------------ | ------ | --------------------- | --------------------- |
| 01.   | Tadej Pogačar      | SLO    | Astana-Premier Tech   | 4:04:50 h (41,1 km/h) |
| 02.   | Primož Roglič      | SLO    | Jumbo-Visma           | "                     |
| 03.   | Alejandro Valverde | ESP    | Movistar Team         | + 0:05 min            |
| 04.   | Adam Yates         | GBR    | Ineos Grenadiers      | "                     |
| 05.   | Mikel Landa        | ESP    | Bahrain Victorious    | "                     |
| 06.   | David Gaudu        | FRA    | Groupama-FDJ          | + 0:08 min            |
| 07.   | James Knox         | GBR    | Deceuninck-Quick-Step | + 0:16 min            |
| 08.   | Jonas Vingegaard   | DEN    | Jumbo-Visma           | "                     |
| 09.   | Mauri Vansevenant  | BEL    | Deceuninck-Quick-Step | "                     |
| 10.   | Brandon McNulty    | USA    | UAE Team Emirates     | + 0:18 min            |

| Platz | Fahrer                | Nation | Team                  | Zeit       |
| ----- | --------------------- | ------ | --------------------- | ---------- |
| 01.   | Primož Roglič         | SLO    | Jumbo-Visma           | 8:07:48 h  |
| 02.   | Tadej Pogačar         | SLO    | UAE Team Emirates     | + 0:20 min |
| 03.   | Brandon McNulty       | USA    | UAE Team Emirates     | + 0:30 min |
| 04.   | Adam Yates            | GBR    | Ineos Grenadiers      | + 0:39 min |
| 05.   | Alejandro Valverde    | ESP    | Movistar Team         | + 0:50 min |
| 06.   | Jonas Vingegaard      | DEN    | Jumbo-Visma           | + 0:54 min |
| 07.   | Mikel Landa           | ESP    | Bahrain Victorious    | + 1:00 min |
| 08.   | Pello Bilbao          | ESP    | Bahrain Victorious    | + 1:08 min |
| 09.   | Mauri Vansevenant     | BEL    | Deceuninck-Quick-Step | + 1:09 min |
| 10.   | Maximilian Schachmann | GER    | Bora-Hansgrohe        | "          |

Etappe 4: Vitoria-Gasteiz – Hondarribia (189,2 km)
Die vierte und längste Etappe startete in Vitoria-Gasteiz und endete in Hondarribia. Zunächst standen zwei Zwischensprintwertungen und zwei Bergwertungen der 3. Kategorie auf dem Programm. Danach folgten der Jaizkibel (2. Kategorie), der auch bei der Clásica San Sebastián befahren wird, und der Erlaitz (1. Kategorie), der 33 Kilometer vor dem Ziel überquert wurde.
| Platz | Fahrer             | Nation | Team                               | Zeit                   |
| ----- | ------------------ | ------ | ---------------------------------- | ---------------------- |
| 01.   | Ion Izagirre       | ESP    | Astana-Premier Tech                | 4:17:07 h (44,15 km/h) |
| 02.   | Pello Bilbao       | ESP    | Bahrain Victorious                 | "                      |
| 03.   | Brandon McNulty    | USA    | UAE Team Emirates                  | "                      |
| 04.   | Jonas Vingegaard   | DEN    | Jumbo-Visma                        | "                      |
| 05.   | Emanuel Buchmann   | GER    | Bora-Hansgrohe                     | "                      |
| 06.   | Esteban Chaves     | COL    | Team BikeExchange                  | + 0:02 min             |
| 07.   | Patrick Bevin      | NZL    | Israel Start-Up Nation             | + 0:49 min             |
| 08.   | James Knox         | GBR    | Deceuninck-Quick-Step              | "                      |
| 09.   | Quinten Hermans    | BEL    | Intermarché-Wanty-Gobert Matériaux | "                      |
| 10.   | Alejandro Valverde | ESP    | Movistar Team                      | "                      |

| Platz | Fahrer             | Nation | Team                | Zeit       |
| ----- | ------------------ | ------ | ------------------- | ---------- |
| 01.   | Brandon McNulty    | USA    | UAE Team Emirates   | 12:25:21 h |
| 02.   | Primož Roglič      | SLO    | Jumbo-Visma         | + 0:23 min |
| 03.   | Jonas Vingegaard   | DEN    | Jumbo-Visma         | + 0:28 min |
| 04.   | Pello Bilbao       | ESP    | Bahrain Victorious  | + 0:36 min |
| 05.   | Tadej Pogačar      | SLO    | UAE Team Emirates   | + 0:43 min |
| 06.   | Adam Yates         | GBR    | Ineos Grenadiers    | + 1:02 min |
| 07.   | Emanuel Buchmann   | GER    | Bora-Hansgrohe      | + 1:07 min |
| 08.   | Alejandro Valverde | ESP    | Movistar Team       | + 1:13 min |
| 09.   | Ion Izagirre       | ESP    | Astana-Premier Tech | + 1:15 min |
| 10.   | Mikel Landa        | ESP    | Bahrain Victorious  | + 1:23 min |

Etappe 5: Hondarribia – Ondarroa (160,2 km)
Die fünfte Etappe startete in Hondarribia und führte entlang der Küste nach Ondarroa. Im Verlauf der  Etappe wurden zwei Zwischensprintwertungen und drei Bergwertungen der 3. Kategorie ausgetragen.
| Platz | Fahrer                | Nation | Team                   | Zeit                   |
| ----- | --------------------- | ------ | ---------------------- | ---------------------- |
| 01.   | Mikkel Frølich Honoré | DEN    | Deceuninck-Quick-Step  | 3:39:54 h (43,71 km/h) |
| 02.   | Josef Černý           | CZE    | Deceuninck-Quick-Step  | "                      |
| 03.   | Julien Bernard        | FRA    | Trek-Segafredo         | + 0:17 min             |
| 04.   | Daryl Impey           | RSA    | Israel Start-Up Nation | + 0:28 min             |
| 05.   | Simon Clarke          | AUS    | Team Qhubeka Assos     | "                      |
| 06.   | Stefano Oldani        | ITA    | Lotto Soudal           | "                      |
| 07.   | Primož Roglič         | SLO    | Jumbo-Visma            | "                      |
| 08.   | Julien Simon          | FRA    | Total Direct Énergie   | "                      |
| 09.   | Magnus Cort Nielsen   | DEN    | EF Education-Nippo     | "                      |
| 10.   | Tadej Pogačar         | SLO    | UAE Team Emirates      | "                      |

| Platz | Fahrer             | Nation | Team                | Zeit       |
| ----- | ------------------ | ------ | ------------------- | ---------- |
| 01.   | Brandon McNulty    | USA    | UAE Team Emirates   | 16:05:43 h |
| 02.   | Primož Roglič      | SLO    | Jumbo-Visma         | + 0:23 min |
| 03.   | Jonas Vingegaard   | DEN    | Jumbo-Visma         | + 0:28 min |
| 04.   | Pello Bilbao       | ESP    | Bahrain Victorious  | + 0:36 min |
| 05.   | Tadej Pogačar      | SLO    | UAE Team Emirates   | + 0:43 min |
| 06.   | Adam Yates         | GBR    | Ineos Grenadiers    | + 1:02 min |
| 07.   | Emanuel Buchmann   | GER    | Bora-Hansgrohe      | + 1:07 min |
| 08.   | Alejandro Valverde | ESP    | Movistar Team       | + 1:13 min |
| 09.   | Ion Izagirre       | ESP    | Astana-Premier Tech | + 1:15 min |
| 10.   | Mikel Landa        | ESP    | Bahrain Victorious  | + 1:23 min |

Etappe 6: Ondarroa – Arrate (Eibar) (111,9 km)
Die sechste und letzte Etappe startete in Ondarroa und endete auf dem Arrate (535 m, 1. Kategorie), einem Berg in der Nähe von Eibar. Insgesamt standen auf dem hügligen Parcours sieben Bergwertungen (3x 3. Kategorie, 1x 2. Kategorie und 3x 1. Kategorie) und zwei Zwischensprintwertungen auf dem Programm.
| Platz | Fahrer             | Nation | Team               | Zeit                   |
| ----- | ------------------ | ------ | ------------------ | ---------------------- |
| 01.   | David Gaudu        | FRA    | Groupama-FDJ       | 3:05:42 h (36,16 km/h) |
| 02.   | Primož Roglič      | SLO    | Jumbo-Visma        | "                      |
| 03.   | Alejandro Valverde | ESP    | Movistar Team      | + 0:35 min             |
| 04.   | Adam Yates         | GBR    | Ineos Grenadiers   | "                      |
| 05.   | Tadej Pogačar      | SLO    | UAE Team Emirates  | "                      |
| 06.   | Jonas Vingegaard   | DEN    | Jumbo-Visma        | "                      |
| 07.   | Pello Bilbao       | ESP    | Bahrain Victorious | + 1:03 min             |
| 08.   | Esteban Chaves     | COL    | Team BikeExchange  | + 1:05 min             |
| 09.   | Mikel Landa        | ESP    | Bahrain Victorious | "                      |
| 10.   | Maxim van Gils     | BEL    | Lotto Soudal       | + 1:55 min             |

| Platz | Fahrer             | Nation | Team                | Zeit       |
| ----- | ------------------ | ------ | ------------------- | ---------- |
| 01.   | Primož Roglič      | SLO    | Jumbo-Visma         | 19:11:36 h |
| 02.   | Jonas Vingegaard   | DEN    | Jumbo-Visma         | + 0:52 min |
| 03.   | Tadej Pogačar      | SLO    | UAE Team Emirates   | + 1:07 min |
| 04.   | Adam Yates         | GBR    | Ineos Grenadiers    | + 1:26 min |
| 05.   | David Gaudu        | FRA    | Groupama-FDJ        | + 1:27 min |
| 06.   | Pello Bilbao       | ESP    | Bahrain Victorious  | + 1:28 min |
| 07.   | Alejandro Valverde | ESP    | Movistar Team       | + 1:33 min |
| 08.   | Mikel Landa        | ESP    | Bahrain Victorious  | + 2:17 min |
| 09.   | Esteban Chaves     | COL    | Team BikeExchange   | + 2:38 min |
| 10.   | Ion Izagirre       | ESP    | Astana-Premier Tech | + 2:59 min |

## Wertungen im Verlauf
| Etappe         | Etappensieger         | Gesamtwertung   | Sprintwertung | Bergwertung           | Nachwuchswertung | Teamwertung         | Bester Baske  |
| -------------- | --------------------- | --------------- | ------------- | --------------------- | ---------------- | ------------------- | ------------- |
| 1              | Primož Roglič         | Primož Roglič   | Primož Roglič | Tadej Pogačar         | Brandon McNulty  | Team Jumbo-Visma    | Alex Aranburu |
| 2              | Alex Aranburu         | Primož Roglič   | Primož Roglič | Maximilian Schachmann | Brandon McNulty  | Astana-Premier Tech | Alex Aranburu |
| 3              | Tadej Pogačar         | Primož Roglič   | Primož Roglič | Tadej Pogačar         | Tadej Pogačar    | Team Jumbo-Visma    | Mikel Landa   |
| 4              | Ion Izagirre          | Brandon McNulty | Primož Roglič | Tadej Pogačar         | Brandon McNulty  | Team Jumbo-Visma    | Pello Bilbao  |
| 5              | Mikkel Frølich Honoré | Brandon McNulty | Primož Roglič | Tadej Pogačar         | Brandon McNulty  | Team Jumbo-Visma    | Pello Bilbao  |
| 6              | David Gaudu           | Primož Roglič   | Primož Roglič | Primož Roglič         | Jonas Vingegaard | Team Jumbo-Visma    | Pello Bilbao  |
| Wertungssieger | Wertungssieger        | Primož Roglič   | Primož Roglič | Primož Roglič         | Jonas Vingegaard | Team Jumbo-Visma    | Pello Bilbao  |